# 青森県道223号福田苫米地線
青森県道223号福田苫米地線（あおもりけんどう223ごう ふくだとまべちせん）は、青森県三戸郡南部町を通る一般県道である。

## 概要
南部町福田で青森県道134号櫛引上名久井三戸線から分岐し、福田大橋で馬淵川を渡って南部町苫米地で国道104号に至る短距離路線である。

### 路線データ
- 起点：三戸郡南部町大字福田[1]
- 終点：三戸郡南部町大字苫米地[1]

## 歴史
- 1961年（昭和36年）2月10日 - 県道に認定される[1]。

## 路線状況

### 道路施設
- 福田大橋（馬渕川）

## 地理

### 交差する道路
- 青森県道134号櫛引上名久井三戸線（三戸郡南部町大字福田、起点）
- 国道104号（三戸郡南部町大字苫米地、終点）

### 沿線の施設など
- 青い森鉄道 青い森鉄道線 苫米地駅